# Міліца Остоїч
Міліца Остоїч (16 жовтня 1991) — сербська плавчиня.
Учасниця Олімпійських Ігор 2008 року.